# Андреа Мюллер (тенісистка)
Андреа Мюллер (нім. Andrea Müller; нар. 21 серпня 1965) — колишня німецька тенісистка.
Найвищу одиночну позицію світового рейтингу — 183 місце досягла 30 липня 1990 року.

## Фінали ITF
| Турніри $25,000 |
| Турніри $10,000 |

### Одиночний розряд: 3 (0–3)
| Результат | Ранг | Дата              | Турнір                            | Покриття | Суперниця        | Рахунок       |
| --------- | ---- | ----------------- | --------------------------------- | -------- | ---------------- | ------------- |
| Поразка   | 1.   | 20 березня 1989   | Марса (Мальта), Мальта            | Тверде   | Катеріна Ноццолі | 0–6, 6–4, 2–6 |
| Поразка   | 2.   | 13 листопада 1989 | Телфорд (Англія), Велика Британія | Тверде   | Юнна Юнеруп      | 6–2, 3–6, 5–7 |
| Поразка   | 3.   | 22 жовтня 1990    | Ноймюнстер, Західна Німеччина     | Ґрунт    | Крістіна Зінгер  | 4–6, 3–6      |